# Willi Rom
Willi Rom, geb. Romov, Pseudonym Jakob Liebersohn (* 1. Dezember 1911 in Frankfurt am Main; † 2. Januar 1999 in Berlin) war ein deutscher Widerstandskämpfer, Interbrigadist und Agent der GRU.

## Leben
Willi Romov war der Sohn eines Metallarbeiters.
Schon in der Jugend hatte er Kontakt zur revolutionären Bewegung. 1928 wurde er Mitglied des KJVD und 1930 der KPD. Von 1930 bis 1933 war er Mitglied der KJVD-Bezirksleitung Hessen-Frankfurt. In der Zeit des Kampfes gegen die sich abzeichnende faschistische Diktatur der Präsidialkabinette ab 1931 wurde er aus politischen Gründen mehrfach verhaftet. 1932 ließ er seinen Familiennamen standesamtlich ändern.
Im Mai 1933 wurde Willi Rom von der KJVD-Reichsleitung aus Frankfurt am Main ins Saargebiet delegiert und übernahm dort die Funktion des Organisationsleiters der Bezirksleitung des KJVD. Er wurde dadurch faktisch zum Stellvertreter des Politischen Leiters Erich Honecker.
Später wurde er erneut zur politischen Arbeit ins „Reich“ geschickt und er übernahm die Bezirksleitung des KJVD im Ruhrgebiet. Hier gelang es ihm unter anderem Verbindungen zu kirchlichen Kreisen zu knüpfen, darunter zu einem Kaplan in Gelsenkirchen, mit dessen Hilfe im Frühjahr 1934 eine Konferenz von Vertretern des KJVD und des Katholischen Jugendverbands (KJV) stattfand.
Nach einer erneuten Verhaftung gelang ihm die Flucht aus Deutschland. Er arbeitete ab 1935 für die KPD-Auslandsorganisation in Frankreich und Dänemark und führte von dort aus Widerstandstätigkeiten gegen das Nazi-Regime aus.
Im Oktober 1936 ging er als Freiwilliger zu den Internationalen Brigaden in Spanien und kämpfte dort im Thälmann-Bataillon an der Jarama-Front und in der Schlacht bei Guadalajara. Von April 1937 bis zum Herbst 1939 absolvierte er eine Militärschule in Moskau und wurde dort von der GRU ausgebildet, um als Funker nach Schweden zu gehen. Von dort aus sandte er Daten über die deutschen Truppen, die sich in Skandinavien befanden. Neben der Sammlung von Daten über die deutschen Truppen, die sich entgegen der schwedischen Neutralität im Land befanden, erhielt Rom die Aufgabe, Sabotage an den Bahnstrecken im Zentrum des Landes zu organisieren, wo Transporte deutscher Militärtechnik und deutscher Truppen stattfanden. Über diese Bahnlinien erfolgten auch die Eisenerztransporte von Schweden nach Deutschland, die für die deutsche Rüstungsindustrie von elementarer Bedeutung waren. So wurde am 19. Juli 1941, als Deutschland schon die Sowjetunion überfallen hatte, in der Nähe der Station Krylbo ein deutscher Militärtransport gesprengt, der aus 20 Waggons mit deutscher Technik bestand, in dem aber den Transportdokumenten zufolge angeblich Gemüse transportiert wurde.
Zur Übermittlung besonders wertvoller Informationen fuhr Rom auf gemieteten Booten in Fjorde der Umgebung. In den Fjorden fuhren dutzende ausländischer Schiffe mit aktivem Funkverkehr, weshalb ein Anpeilen schwierig war. Für kurze Zeit gelang es Rom, eine Residentur aus sechs Personen zu schaffen, von denen fünf schwedische Staatsangehörige waren, darunter zwei Frauen. Eine der Frauen war eine Estin, die die schwedische Staatsangehörigkeit angenommen hatte. Sie arbeitete als Tänzerin in einem Kabarett in Stockholm und half Rom bei der Anwerbung geeigneter Kandidaten. Als Folge von Verstößen gegen die Regeln der Konspiration kam es zum Fiasko. Im Oktober 1941 wurde Rom auf Veranlassung der Gestapo von den schwedischen Behörden verhaftet. Im Juli 1942 wurde er wegen „Spionage“ zu acht Jahren Strafarbeit verurteilt. Während des Gefängnisaufenthalts wurde er gefoltert, dabei wurde sein linker Arm verletzt. Es gelang ihm im Juli 1945 zu fliehen und über die finnische Grenze in die UdSSR zu gelangen.
Rom absolvierte eine zweijährige Ausbildung an einer Offiziersschule des militärpolitischen Instituts beim Generalstab der Sowjetischen Armee. 1951 erhielt er die sowjetische Staatsbürgerschaft. 1950 wurde Willi Rom zu seinem nächsten illegalen Einsatz in die BRD geschickt, wo er einige Jahre blieb. Sein Geheimversteck im Wald, wo er Dokumente aufbewahrte, wurde von einem Förster entdeckt, so dass er nach Moskau zurückkehren und seine Geheimdienstarbeit beenden musste. 1961 wurde er Mitglied der KPdSU. 1963 wurde er demobilisiert. Bis 1965 wohnte er mit seiner Familie in Moskau. Nach seiner Beurlaubung im Range eines Oberstleutnants der Sowjetischen Armee erhielt er die Staatsbürgerschaft der DDR, übersiedelte mit seiner Familie dorthin und wurde Mitglied der SED. Ab 1971 lebte er als Rentner in Berlin.
Rom wurde auf dem VdN-Ehrenhain des Zentralfriedhofs Friedrichsfelde beerdigt.

## Auszeichnungen
- 1985 Medaille „40. Jahrestag des Sieges im Großen Vaterländischen Krieg 1941–1945“[3]

## Schriften (Auswahl)
- Die Jarama-Front und die Schlacht bei Gudaljara. Erinnerungen von Willi Rom, ehem. Spanienkämpfer im Thälmann-Bataillon. In: Bauern-Echo vom 7. August 1971
- Kommunist und Kundschafter für einen stabilen Frieden. Zum 30. Todestag des vorbildlichen Internationalisten Richard Sorge. In: Neues Deutschland vom 9. November 1974